# Araguainha
Araguainha é um município brasileiro do estado de Mato Grosso, localizado na latitude sul 16º51'27", longitude oeste 53º02'02", altitude de 462 metros acima do nível do mar. Em 2014, sua população era estimada em 1 000 habitantes (município menos populoso do Mato Grosso). Sua área é de 688,676 km².
O município recebeu sua denominação em homenagem ao Rio Araguainha, que passa pelo território municipal.
Seu território é de cerrados com vegetação nativa, montanhas e serras, e várias cachoeiras.

## Domo de Araguainha
Domo de Araguainha, também conhecida como Cratera de Araguainha, é uma cratera erodida de um astroblema. A cratera de 24 km de diâmetro foi resultado do impacto de um corpo celeste de grandes proporções, que ocorreu há aproximadamente 245 milhões de anos. Caiu em um mar de águas rasas e penetrou 2.400 m na superfície, causando a extinção de espécies que ali viviam.
Por conta da erosão ao longo dos anos, a cratera tem atualmente 40 km de diâmetro. O município de Araguainha está localizado dentro dessa cratera. E é visitado por diversos Geólogos e pesquisadores nacionais e internacionais.

## História
Araguainha foi ocupada por conta de atividades garimpeiras, sendo Aprígio José de Lima o grande pioneiro da região. Como resultado de sua persistência, a ocupação definitiva dessa porção territorial situada na região do Vale do Rio Araguaia ocasionou-se.
Na década de quarenta, constatou-se um excesso de terras na Fazenda São Gabriel, que se avizinhava ao pequeno arraial nascente. As autoridades constituídas a requereram para a formação, então oficial, de um povoado.
O decreto nº 885, de 10 de Julho de 1947, reservou área de 3.600 hectares de terras para patrimônio da povoação de Ribeirão Araguainha, no município de Alto Araguaia, ganhando desta forma sua primeira denominação oficial.
Posteriormente, o local passou a chamar-se Couto Magalhães, em homenagem a José Vieira Couto de Magalhães, que governou a Província de Mato Grosso de 02 de Fevereiro de 1866 a 13 de Abril de 1868, no período da Guerra do Paraguai.
A lei nº 693, de 12 de dezembro de 1953, alterou a denominação de Couto Magalhães para Araguainha. O município foi criado através da lei estadual nº 1.946, de 22 de novembro de 1963.

## Últimos prefeitos eleitos
| Ano  | Prefeito       | Partido | Votos | %      | Ref    |
| ---- | -------------- | ------- | ----- | ------ | ------ |
| 2004 | Osmari         | PTB     | 450   | 50,06  | [ 13 ] |
| 2008 | Tõe Pereira    | PMDB    | 344   | 100,00 | [ 14 ] |
| 2012 | Zezé do Osmari | PR      | 384   | 45,66  | [ 15 ] |
| 2016 | Silvinho       | PSD     | 523   | 58,96  | [ 16 ] |
| 2020 | Chiquinho      | PSL     | 464   | 50,99  | [ 17 ] |
| 2024 | Chiquinho      | UB      | 878   | 77,91  | [ 18 ] |